# مقاطعة ماديسون (كنتاكي)
مقاطعة ماديسون (بالإنجليزية: Madison County)‏ هي إحدى المقاطعات في ولاية كنتاكي في الولايات المتحدة الأمريكية.

## أعلام
- لويس كلارك
- جون بولوك كلارك
- هانكوك لي جاكسون
- بروتوس جاي كلاي الثاني